# HMS H20
HMS H20 – brytyjski okręt podwodny typu H. Zbudowany w roku 1915 w Fore River Shipyard, Quincy, gdzie okręt został wodowany w 1915 roku. 
H20 razem z innymi okrętami zamówionymi w Fore River Shipyard w USA po oddaniu do użytku został internowany w USA do momentu przystąpienia Stanów Zjednoczonych do I wojny światowej w kwietniu 1917 roku.
W lipcu 1917 roku na prośbę Royal Navy HMS H20 oraz pozostałe wyprodukowane w Stanach Zjednoczonych (HMS H13 oraz od HMS H16 do HMS H20) zostały przekazane Armada de Chile, w zamian za zamówione przez marynarkę chilijska, na początku lat dziesiątych XX wieku, a nieukończone w momencie wybuchu I wojny światowej okręty liniowe: „Almirante Latorre” oraz „Almirante Cochrane”. Początkowo okręt nosił miano H6, a w 1924 roku został przemianowany na „Fresia”. 
W marynarce chilijskiej służył do 1945 roku.